# 태봉초등학교 (충남)
태봉초등학교는 대한민국 충청남도 공주시에 있는 공립 초등학교이다.

## 학교 연혁
- 1944.04.01 이인초등학교 태봉분교장 개교(가교실 3)
- 1947.11.15 태봉초등학교 개교(가교실 3, 정규교실 3)
- 1972.12.28 1동(본관) 교사 1,2층 8교실 개축
- 1981.06.01 태봉초등학교 병설유치원 개원
- 1985.12.26 수세식 화장실 준공
- 1986.01.01 공주시로 승격
- 1987.11.15 운동장 확장 및 교육시설 개선
- 1996.03.04 급식학교 운영
- 1999.12.28 유치원 교실 및 옥외 화장실 철거
- 1999.12.29 유치원 교실 및 본관 2교실 증축
- 2001.03.01 6학급 편성(유치원 1학급)
- 2001.05.26 태봉초등학교 홈페이지 개설
- 2002.03.01 특수학급(1학급) 편성인가
- 2002.07.06 급식실 철거 및 개축 이전
- 2004.11.03 교육정보실(도서실) 현대화
- 2005.03.01 충청남도공주교육청지정 농촌지역 공동교육과정 운영
- 2005.08.29 관리실(교무실, 교장실, 서버실) 마루바닥 개수
- 2005.12.16 과학, 정보, 환경 교육 우수 교육감 표창
- 2007.03.01 초등학교 7학급(특수학급 1학급), 유치원 1학급 편성
- 2008.11.05 아름다운 화장실 만들기 콘테스트 대상 수상
- 2008.11.21 과학 환경교육 우수교 교육감 표창
- 2009.03.01 교원능력개발 선도 시범학교 지정
- 2010.03.15 충청남도지정 창의,인성 교육 연구학교 지정
- 2010.12.06 교육정보화 우수교 교육감 표창
- 2010.12.14 학교평가 우수교 교육감 표창
- 2011.03.02 충청남도지정 농촌 체험교육 연구학교 선정
- 2012.02.15 제63회 졸업식(누계 4715명)
- 2013.02.15 제64회 졸업식(누계 4720명)
- 2013.03.02 다꿈 선도학교 선정
- 2013.03.27 학교 청렴평가 1등급
- 2015.02.17 제66회 졸업식(누계 4735명)
- 2015.03.01 초등 6학급, 유치원 1학급 편성

## 참고 자료
- 태봉초등학교 - 한국교육학술정보원 학교알리미